# Quancim
Quancim, Quiangue-Si, Guanxi-Juão ou Guangxi (em português seiscentista: Quanci; [kwɑ̀ŋ.ɕɨ́] (escutarⓘ); chinês tradicional: 廣西, chinês simplificado: 广西, pinyin: Guǎngxī, Wade–Giles: Kuang3-hsi1; Zhuang: Gvangjsih) é uma região autônoma Zhuang da República Popular da China, a capital é Nanning.
Tem uma superfície de 237.000 quilômetros quadrados e uma população de 46 milhões de pessoas (2003). Faz fronteira com Yunnan ao oeste, Guizhou ao norte, Hunan ao noroeste, Cantão ao sudeste e com o Vietname ao sudoeste.
Quancim passou a formar parte da China unificada no ano de 214 a.C. Sofreu invasões por parte do exército do Vietname nos séculos XI e XV, entretanto foi rapidamente reconquistada pelas tropas chinesas.
No século XIX, se estabeleceu na região do Reino Celestial Taiping, um movimento político formado por camponeses descontentes, fundado por Hong Xiuquan. A rebelião dos camponeses se estendeu por outras regiões e manteve em choque com o exército imperial até 1864.
A qualificação da região autônoma foi concedida, já que a etnia maioritária em Quancim é a dos Zhuang. Cerca de 90% dos membros desta etnia vivem na região. Esta qualificação permite aos habitantes de dessas regiões não estarem sujeitos a algumas leis chinesas, como a do controle de natalidade e favorece a promoção da língua e da cultura das etnias minoritárias.

## História
Originalmente habitada por uma mistura de grupos tribais conhecidos pelos chineses como Baiyue ("Hundred Yue", vietnamita: Bách Việt), a região tornou-se parte da China durante a dinastia Qin. Em 214 a.C., o general chinês han Zhao Tuo (vietnamita: Triệu Đà) reivindicou a maior parte do sul da China para Qin Shi Huang antes da morte do imperador.  A guerra civil que se seguiu permitiu a Zhao estabelecer um reino separado em Panyu, conhecido como Nanyue ("Yue do Sul"). Alternativamente submisso e independente do controle da dinastia Han, Yue do Sul expandiu a colonização e sinicização sob sua política de "Harmonizar e Reunir os Cem Yue" (和集百越) até seu colapso em 111 aC durante a expansão para o sul da dinastia Han.

## Divisões administrativas
- Chongzuo (崇左市)
- Baise (百色市)
- Beihai (北海市)
- Fangchenggang (防城港市)
- Guigang (贵港市)
- Guilin (桂林市)
- Hechi (河池市)
- Hezhou (贺州市)
- Laibin (来宾市)
- Liuzhou (柳州市)
- Nanning (南宁市)
- Qinzhou (钦州市)
- Wuzhou (梧州市)
- Yulin (玉林市)

## Educação
As principais instituições de ensino de Quancim são:
- Universidade de Quancim
- Universidade Normal de Quancim
- Universidade Médica de Quancim
- Universidade de Guilim de Tecnologia Eletrônica